# Matteo Soragna

Matteo Soragna (nacido el 26 de diciembre de 1975 (49 años) en Mantua, Italia)  es un exjugador italiano de baloncesto. Con 1.98 de estatura, jugaba en la posición de alero.

## Equipos
- 1993-1996  Juvi Basket Cremona
- 1996-1997  Pistoia Basket
- 1997-2000  Cestistica Barcellona
- 2000-2004 Pallacanestro Biella
- 2004-2009  Pallacanestro Treviso
- 2009-2013 Pallacanestro Biella
- 2013-2015 Orlandina Basket
- 2015-2017 Pallacanestro Piacentina